# Rockstar Lincoln
Rockstar Lincoln – jeden z oddziałów Rockstar Games znajdujący się w brytyjskim mieście Lincoln. Zajmuje się testowaniem gier i tłumaczeniem ich na inne języki niż angielski. Wcześniej studio uczestniczyło w produkcji gier.
Firma została założona jako Spidersoft 5 maja 1992 roku. 1 czerwca 1998 roku wydawca Take-Two Interactive ogłosił przejęcie firmy, zmieniając jej nazwę na Tarantula Studios. W 2002 roku studio pod nową nazwą Rockstar Lincoln, zmieniło swój profil z tworzenia gier na testowanie i tłumaczenie gier na inne języki.